# Блас де Лесо
Блас де Лесо-и-Олаварриета (исп. Blas de Lezo y Olavarrieta;  3 февраля 1689, Пасахес, Гипускоа, Испанская империя — 7 сентября 1741, Картахена, Новая Гранада, Испанская империя) — испанский адмирал, и один из величайших стратегов и полководцев в истории ВМС Испании. Он известен командованием обороной города Картахена в 1741 году в ходе Войны за ухо Дженкинса.
Также известный как «Patapalo» («Деревянная нога») и позже как «Mediohombre» (Получеловек) из-за многих ран, полученных в своей долгой военной жизни (3 февраля 1689 — 7 сентября 1741). Он воспринимал свои физические ранения как медали, отказываясь носить повязку на глазу.

## Биография
Блас де Лесо родился в городе Пасахес, Баскские земли, Испания. Свою военно-морскую карьеру начал в 1701 году в качестве гардемарина на франко-испанском флоте. В 1704 году участвовал в сражении при Малаге, в котором его левая нога была тяжело ранена и ампутирована ниже колена. Блас участвовал в освобождении Пеньисколы и Палермы, за что был удостоен звания лейтенанта корабля. В 1707 году во время обороны Тулона он потерял левый глаз. В 1713 году был повышен до капитана. В 1714 году Блас потерял правую руку при осаде Барселоны, где командовал семидесятипушечным кораблём Campanella, который блокировал город с моря. Блас де Лесо-и-Олаварриета служил в Тихом океане в 1720-1728 годах. Но уже в 1730 вернулся в Испанию.

### Осада Картахены-де-Индиас
В 1737 году Блас был дислоцирован в Картахена-де-Индиас на территории нынешней Колумбии. Нападение произошло с 13 марта по 20 мая 1741 года. Преимущества Блас де Лесо заключалось в главной крепости и второстепенных укреплениях. Британские потери были тяжелыми — около 4500 убитых, шесть кораблей затонули и от семнадцати до двадцати сильно повреждены.

### Смерть
Блас де Лесо умер в 1741 году, через 4 месяца после битвы при Картахене. Причиной его смерти был сыпной тиф. Место погребения неизвестно.